# Medon (miasto)
Medon – miasto w Stanach Zjednoczonych, w stanie Tennessee, w hrabstwie Madison.